# Blood Count
"Blood Count" is een compositie van de jazz-componist, arrangeur en pianist Billy Strayhorn, bekend van zijn samenwerking met bandleider Duke Ellington en bijvoorbeeld het nummer "Take the A Train".
Strayhorn wilde een werk bestaande uit drie delen componeren voor Ellington, met de titel "Blue Cloud". In 1967 werd de componist opgenomen in het ziekenhuis: hij had kanker. Strayhorn maakte het werk af in het ziekenhuis: het zou zijn laatste compositie zijn. Na zijn overlijden nam Ellington het nummer op voor zijn tribute-album voor Strayhorn, ...And His Mother Called Him Bill. Hierna heeft hij het nooit meer gespeeld, maar verschillende musici hebben het in de loop van de jaren opgenomen, onder wie Art Farmer, Stan Getz, Jimmy Rowles, Joe Henderson, Horace Parlan, Harold Danko, Norris Turney, Larry Willis, Bobby Watson, Howard Alden, het Vienna Art Orchestra en het Groningen Art Ensemble.